# Оперативно-календарна система планування
Операти́вно-календа́рне планува́ння (англ. Operational planning) (ОКП) — планування діяльності компанії або підприємства, що забезпечує злагоджену роботу всіх команд, відділів, підрозділів, цехів; узгодження плану робіт та термінів; рівномірне виконання плану робіт відповідно встановленим термінам, обсягам й номенклатурі з раціональним використанням виробничих ресурсів.
Основним засобом ОКП є система управління проєктами.
ОКП ведеться проект менеджером, керівником проектів, диспетчером, контролером, координатором.
Оперативно-календарний план має вигляд таблиці; Діаграми Ганта; Мережевого графіку; структурної схеми WBS, RBS, OBS; Гістограми або класичного графіку.

## Завдання оперативно-календарного планування
1. Складання переліку вимог проекту або продукту;
2. Формулювання задач з вимог, шляхом концептуалізації думок, що саме вимагається і повинне бути в підсумку;
3. Визначення тривалості та нормативів виконання кожної задачі. Очевидно, що тривалість окремих задач неможливо оцінити абсолютно точно. Необхідно розуміти, що робота часто вимагає стільки часу, скільки його є у розпорядженні. Встановлюючи для окремих задач конкретний проміжок часу, працівник змушує себе укладатися саме в цей час;
4. Визначення та планування резерву часу у співвідношенні 60:40. Планом повинно бути охоплено не більше 60% робочого часу і приблизно 40% повинно бути залишено, як резервний час для несподіваних задач або підзадач;
5. Визначення пріоритетності кожної задачі, що визначається послідовністю виконання;
6. Розподілення та призначення робітникам задач для виконання відповідно до плану. Очевидно, що тривалість виконання окремих задач у молодших спеціалістів триватиме довше ніж у середніх спеціалістів або старших спеціалістів, тому розподілення задач потрібно робити «згори донизу» відповідно приорітету, спеціалізації та досвіду робітника.
7. Виконується оперативне керування, контроль, мотивація, облік виконаних і невиконаних задач;
8. Виконується звітність.

## Класифікація систем

### Класифікація систем ОКП уневиробничій сфері(новітня)
Хід робочого процесу у невиробничій сфері, коли компанією виконуються послуги або інтелектуальні продукти, при нормальному завантаженні та постійної наявності замовлень, є циклічним. Визначення етапів циклу розробки інтелектуальних продуктів здійснюється за їх складовими елементами, що прописані у договорі або замовленні. Основною складовою циклу розробки є тривалість задач, яка становить технологічний цикл виконання вимог. Для проектів величина циклу обчислюється у робочих годинах. У багатьох випадках виконання задач збігається із часом перерв, вихідних тощо Це треба враховувати під час обчислення загальної тривалості виконання проекту, для визначення точного кінцевого терміну виконання замовлення.

### Класифікація систем ОКП увиробничій сфері(класична)
Хід виробничого процесу в усіх підрозділах підприємства повинен бути підпорядкований єдиному ритму випуску готових продуктів цехом або підрозділом. Робота регулюється у відповідності з термінами відвантаження готових продуктів, визначеними вимогами замовлення, які враховують попит та прописані у договорі або замовленні. Кожен готовий продукт, зазвичай складається з безлічі різних елементів (деталей, вузлів, кріплень), які виготовляються в різних цехах, підрозділах підприємства і повинні бути подані на збірку в обумовлений термін, тому виникає необхідність в подачі продуктів в кінцеву збірку тоді, коли це необхідно. Таким чином процес часто являє собою цикл.

##### Відмінні риси
1. Ступінь централізації
- При централізованій системі весь обсяг межцехового планування, і основна частина внутрішньоцехового здійснюється заводоуправлінням. Це система широко застосовується при масовому виробництві і при предметної спеціалізації цехів у виробництві інших типів (одиничному, серійному, крупно серійному).
- Децентралізована система міжцехового планування здійснюється за укрупненими показниками, а деталізація програми цеху та окремих його ділянок покладаються на цехові органи оперативного планування (ПДБ, планово-розподільчий бюро. Ця система застосовується з меншим чи більшим ступенем децентралізації в серійному і одиничному виробництві зі складною структурою виробництва цехів

2. Планово-облікова одиниця
- Планово-облікова одиниця — деталь — подетальной система. Основним методом комплектування календарних завдань є набір конкретних заготовок деталей, складальних одиниць для кожного відрізка часу планового періоду (тиждень, зміна, доба, година) . Застосування цієї системи вимагає розробки складного календарного плану, що передбачає програму випуску і руху деталей кожного найменування за всіма основними технологічними стадіями відповідності з календарно — плановими нормативами і суворе узгодження роботи основних виробничих підрозділів по термінах запуску, випуску та передачі з цеху в цех по кожній позиції.
- Планово-облікова одиниця — комплект — комплектна система. При таких системах розробка календарних завдань цехам і узгодження їх роботи ведеться не по деталях кожного найменування, а за укрупненими показниками — комплектам деталей на вузол, машину, замовлення, на певний обсяг роботи, виражений в нормо -годинах, рублях, або інших об'ємних одиницях. Календарні завдання ділянкам по конкретних деталях і термінами їх запуску і випуску розробляються цеховими органами ОКП, тобто децентралізувати .

Відповідно цій системі розрізняють:
Комплектно-вузлову, Комплектно-цикловую(групову), Машинно-комплектну, Умовно машинно-комплектну, Дробову-комплектну, Комплектно-позамовному системи.